# Дреджешть (Васлуй)
Дреджешть, Дреджешті (рум. Drăgești) — село у повіті Васлуй в Румунії. Входить до складу комуни Тодірешть.
Село розташоване на відстані 288 км на північ від Бухареста, 36 км на північний захід від Васлуя, 35 км на південний захід від Ясс.

## Населення
За даними перепису населення 2002 року у селі проживали 394 особи, усі — румуни. Усі жителі села рідною мовою назвали румунську.